# 吴攻陈之战
吴攻陈之战，是公元前494年（周敬王二十六年、鲁哀公元年、楚昭王二十二年、陈湣公八年、吴王夫差二年）与前489年（周敬王三十一年、鲁哀公六年、楚昭王二十七年、陈湣公十三年、吴王夫差七年）吴国攻打陈国的战役。
公元前506年，柏举之战，吴国攻克楚国郢都后，吴王阖闾派人召见陈怀公，陈怀公没有前去，引起了吴国的不满。吴王夫差即位后，前494年八月，发兵攻打陈国，在陈国境内掳掠百姓财帛后撤兵。前489年春，吴国再次出兵攻打陈国，楚昭王说：“我们先君和陈国有过盟约，不能不去救援。”于是率领子西、子期、子闾救援陈国，楚军驻扎在城父。七月，楚昭王驻在城父，准备救援陈国。占卜战争，不吉利。占卜退兵，不吉利。将要作战，楚昭王得了病，想要让位给子西、子期、子闾。七月十六日，楚昭王进攻大冥，死在城父。子闾和子西、子期商量，秘密转移军队，封闭有关的通路，迎立王子章为国君（楚惠王），然后退兵回国。战后，陈国臣服于吴国，引起了楚国的不满，随后楚国多次讨伐陈国。前478年，楚国灭亡陈国。
这次战役时，孔子周游列国正在陈国，因为战争被困，就是所谓的陈蔡绝粮。